# 维尔施泰特
维尔施泰特（德語：Willstätt，德語發音：[ˈvɪlˌʃtɛt]）是德国巴登-符腾堡州的一个市镇，属于弗赖堡行政区奥特瑙县。该市镇总面积为55.27平方千米，截至2023年12月31日总人口为10,103人。